# Гальгаваам
Гальгаваам — река в России, протекает по территории Нижнеколымского района Якутии. Длина реки — 169 километров, площадь водосборного бассейна — 4300 км².

## Описание
Начинается при слиянии трёх ручьёв на высоте 8 метров над уровнем моря северо-восточнее озера Хайлначилгыткин. От истока до устья Мокачен-Гальгаваама течёт на северо-восток по заболоченной тундре, затем поворачивает на север. Скорость течения воды 0,1 м/с, ширина реки меняется от 20 метров в верховьях до 930 метров вблизи устья, глубина — от 1,2 метра до 1,8 метра. В правобережье, недалеко от устья расположены озёра Аттыгыткин и Пелятка. Впадает в Восточно-Сибирское море, образуя дельту. Населённых пунктов на реке нет, в низовьях на её берегах стоят две избы — Борисова и Сиверцева.

## Притоки
Объекты перечислены по порядку от устья к истоку.
- 6,5 км: Аттыгуэм[3] (пр)
- 13 км: Науйнадану[3] (лв)
- 19 км: Умврыыргин[3] (лв)
- 41 км: Илирваам[6] (пр)
- 50 км: Тылькинвеем[6] (лв)
- 67 км: Мокачен-Гальгаваам[6] (лв)
- 68 км: Ньютэнливеем[6] (пр)
- 96 км: Восточная[5] (пр)
- 107 км: Холодный[5] (пр)
- 120 км: Тагиндя[5] (пр)
- 151 км: Зеркальная[5] (лв)

## Данные водного реестра
По данным государственного водного реестра России относится к Ленскому бассейновому округу, речной бассейн — Алазея, водохозяйственный участок — реки бассейна Восточно-Сибирского моря (включая реку Алазея) от границы бассейна реки Индигирка на западе до границы бассейна реки Колыма на востоке.
Код объекта в государственном водном реестре — 18060000112117700074826.